# Cantó de Plélan-le-Grand
El cantó de Plélan-le-Grand (bretó Kanton Plelann-Veur) és una divisió administrativa francesa situat al departament d'Ille i Vilaine a la regió de Bretanya.

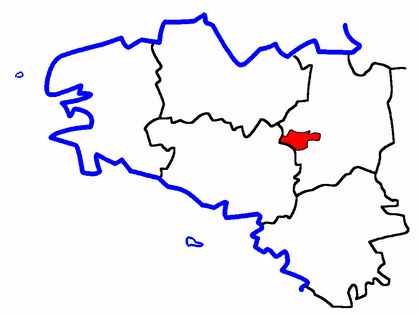
Situació del cantó

## Composició
El cantó aplega 8 comunes :
| Nom francès         | Nom bretó             | Població | km²    | Codi Postal | Codi INSEE |
| Bréal-sous-Montfort | Breal-Moñforzh        | 3.825    | 33,82  | 35310       | 35037      |
| Maxent              | Skirioù-Masen         | 1.040    | 39,72  | 35380       | 35169      |
| Monterfil           | Mousterfil            | 978      | 16,94  | 35160       | 35187      |
| Paimpont            | Pemport               | 1.395    | 110,28 | 35380       | 35211      |
| Plélan-le-Grand     | Plelann-Veur          | 2.940    | 49,74  | 35380       | 35223      |
| Saint-Péran         | Sant-Pêran            | 196      | 9,37   | 35380       | 35305      |
| Saint-Thurial       | Sant-Turiav-Porc'hoed | 1.485    | 18,01  | 35310       | 35319      |
| Treffendel          | Trevendel             | 768      | 18,98  | 35380       | 35340      |
| Cantó               | Plelann-Veur          | 12.627   | 296,86 | -           | 3527       |

## Evolució demogràfica
| 1962  | 1968  | 1975  | 1982   | 1990   | 1999   |
| ----- | ----- | ----- | ------ | ------ | ------ |
| 9.192 | 9.085 | 9.685 | 10.495 | 11.310 | 12.627 |

## Història
| Data d'elecció                           | Identitat               | Partit        | Qualitat |
| ---------------------------------------- | ----------------------- | ------------- | -------- |
| -2004                                    | Marie-Joseph Bissonnier | Divers droite |          |
| 2004-                                    | Rozenn Geffroy          | PS            |          |
| les dades anteriors no són pas conegudes |                         |               |          |
|                                          |                         |               |          |